# Timothy Munnings
Tim Munnings (Nasáu, Bahamas, 22 de junio de 1966) es un atleta bahameño, especialista en la prueba de 4x400 m, en la que llegó a ser campeón mundial en 2001.

## Carrera deportiva
En el Mundial de Edmonton 2001 ganó la medalla de oro en los relevos 4x400 metros, con un tiempo de 2:58.19 segundos, por delante de Jamaica y Polonia, siendo sus compañeros de equipo: Avard Moncur, Chris Brown y Troy McIntosh.
Además ganó la medalla de bronce en la misma prueba en las Olimpiadas de Sídney 2000, tras Nigeria y Jamaica.